# Кольцова Міра Михайлівна
Міра Михайлівна Кольцова (справжнє ім'я та прізвище — Міріам Равічер; 21 грудня 1938, Москва, Російська РФСР, СРСР — 1 серпня 2022) — радянська і російська балерина, балетмейстерка, хореографка, педагог, художня керівниця і головна балетмейстерка Державного академічного хореографічного ансамблю «Березка» імені М. С. Надєждіної (з 1979 року по теперішній час). Народна артистка СРСР (1989), народна артистка України (2004), народна артистка Республіки Північна Осетія-Аланія (2012).

## Біографія
Народилася 21 грудня 1938 року в Москві. Закінчила хореографічне училище при ДАБТ СРСР (тепер — Московська державна академія хореографії) (1948—1957) і театрознавчий факультет Державного інституту театрального мистецтва імені А. В. Луначарського (ГІТІСу) (1968—1973).
Свою творчу діяльність розпочала в 1957 році в Державному академічному хореографічному ансамблі «Березка», де служить вже 60 років. Протягом перших 20 років була провідною солісткою ансамблю, що виконувала всі сольні балетні партії. В 1978 році обійняла посаду першої помічниці народної артистки СРСР Надії Сергіївни Надєждіної — засновниці ансамблю «Березка». Із 1979 року, після смерті Н. С. Надєждіної — художня керівниця і головна балетмейстерка ансамблю. В 1982 році нею була створена програма пам'яті Надії Надєждіної.
Із1987 року ансамбль виступає з програмою, в якій безліч постановок його нової художньої керівниці. Досконало оволодівши стилем і хореографічною пластикою ансамблю «Березка», вона вміло використовує це в підготовці та випуску нових постановок і програм, багато працює з виховання нового покоління артистів ансамблю, збагачуючи їх професійну майстерність передачею їм усіх тонкощів виконавського стилю і хореографічних традицій «Березки», виступи якої за ці роки бачили десятки мільйонів глядачів у Росії та понад 80-ти країнах на п'яти континентах земної кулі.
У різні роки була головною балетмейстеркою декад російського мистецтва в Києві, Варшаві, Софії, Белграді, Берліні. В 1996 році була головним балетмейстером фестивалю «Слов'янський базар» у Вітебську, а в дні ювілейних урочистостей, присвячених 850-річчю заснування Москви — церемонії закриття та вистави-дивертисменту «Москва на всі часи» в Лужниках (1997).
Крім концертної діяльності брала участь у благодійних акціях, займалась популяризацією російської танцювального фольклору, проводячи численні зустрічі та семінари з представниками російської та зарубіжної культури. Любила класичну та оперну музику, російську літературу XIX—XX століть, політичну та історичну публіцистику.

«Малюнок образів Кольцової, — писав критик, — завжди тонкий і мальовничий, витканий з безлічі тонів і відтінків. Кольцова дуже музична і пластична. Її руху мають зовсім особливу співучість. Танець Кольцової — це зрима пісня.»

З 2002 року — професор кафедри народного танцю Московського державного університету культури і мистецтв.

## Сім'я
- Мати — Ганна Миколаївна Кольцова (1913—1989), в юності танцюристка, ветеранка німецько-радянської війни і праці, співробітниця Міністерства оборони СРСР.
- Батько — Михайло Ілліч (Ельканович) Равічер (1908—1999)[3], народився в Харбіні у родині власників капелюшної фабрики, ветеран Великої Вітчизняної війни.
- Перший чоловік — Борис Сергійович Санкін (нар.. 1937), балетмейстер, танцюрист. Народний артист РРФСР (1985). Керівник ансамблю танцю «Ритми планети», професор.
  - Син — Пилип Борисович Кольцов (нар.. 1962), композитор, піаніст, автор музики до мультфільмів і телепрограм, член Спілки композиторів РФ, кавалер ордена «Служіння мистецтву».
  - Невістка — Наталія Зіновіївна Кольцова, кандидат філологічних наук, викладачка філологічного факультету МДУ, переможниця Всеросійського конкурсу «Нові імена. Прем'єра книги» за найкращий твір, надрукований у 2011 році.
    - Онук — Микола Кольцов (нар.. 1989), навчався на композиторському факультеті Московської консерваторії ім. П. І. Чайковського, лауреат і дипломант міжнародних конкурсів.
- Другий чоловік — Леонід Костянтинович Смирнов (нар.. 1940), головний диригент оркестр Державного академічного хореографічного ансамблю «Березка» імені М. С. Надєждіної. Народний артист Російської Федерації (2002).

## Нагороди та звання
- Заслужена артистка РРФСР (5 березня 1971 року) — за заслуги в галузі радянського хореографічного мистецтва[4]
- Народна артистка РРФСР (14 липня 1978 року) — за заслуги в галузі радянського хореографічного мистецтва[5]
- Народна артистка СРСР (18 серпня 1989 року) — за великі заслуги у розвитку радянського хореографічного мистецтва та плідну громадську діяльність[6]
- Народна артистка України (19 квітня 2004 року) — за вагомий особистий внесок у розвиток культурних зв'язків між Україною та Російською Федерацією, багаторічну плідну творчу діяльність[7]
- Народна артистка Республіки Північна Осетія-Аланія[8] (2012)
- Заслужена артистка Кабардино-Балкарської Республіки (2013)
- Премія Уряду Російської Федерації в галузі культури (21 грудня 2012 року) — за цикл програм, спрямованих на збереження спадщини Н. С. НадДругий чоловік — Леонід Костянтинович Смирнов (нар. 1940), головний диригент оркестр Державного академічного хореографічного ансамблю «Березка» імені М. С. Надєждіної. Народний артист Російської Федерації (2002).єждіної[9].
- Орден «За заслуги перед Вітчизною» III ступеня (14 липня 2007 року) — за великий внесок у розвиток вітчизняного хореографічного мистецтва та багаторічну творчу діяльність[10]
- Орден «За заслуги перед Вітчизною» IV ступеня (13 жовтня 1998 року) — За заслуги перед державою, великий внесок у зміцнення дружби і співпраці між народами, багаторічну плідну діяльність у галузі культури і мистецтва[11]
- Медаль «За доблесну працю. В ознаменування 100-річчя від дня народження Володимира Ілліча Леніна»
- Медаль «Ветеран праці»
- Почесна грамота Президента Російської Федерації (30 квітня 2014 року) — за досягнуті трудові успіхи, значний внесок у соціально-економічний розвиток Російської Федерації, заслуги в гуманітарній сфері, багаторічну сумлінну роботу і активну громадську діяльність[12]
- Подяка Президента Російської Федерації (21 вересня 2002 року) — за великі заслуги в розвитку вітчизняного хореографічного мистецтва[13]
- Медаль Дружби (В'єтнам, 1980)
- Почесна грамота Уряду Москви (17 листопада 2003 року) — за великі творчі досягнення у розвитку хореографічного мистецтва[14]
- Медаль «За видатний внесок у розвиток китайсько-російських відносин» (КНР), (2009)
- Пам'ятний знак «За видатний внесок у розвиток російської культури і співробітництво» (2005)
- Золотий орден «Служіння мистецтву» (Міжнародна академія культури і мистецтва, 2007)
- Медаль і міжнародна премія святих рівноапостольних братів Кирила і Мефодія (Московська Патріархія і Слов'янський фонд Росії, 2001)
- Приз «Душа танцю» в номінації «Лицар танцю» (журнал «Балет», 2001)
- Орден Святої Катерини
- Орден «Миротворець» (Pax Tecum)
- Орден «На славу Вітчизни»
- Орден «За внесок у культуру»
- Орден «Співдружність»
- Медаль імені П. Вірського (Україна)
- Нагрудний знак «Почесний прикордонник»
- Лауреатка Міжнародних фестивалів «Spring Friendship art festival» Корея)
- Іменна зірка на Площі Слави Вітчизни в Москві (2011)
- Почесний громадянин міста Маямі (США)
- Почесний ветеран Підмосков'я
- Член Спілки театральних діячів (з 1979)
- Дійсний член Міжнародної академії інформатизації (2002)
- Академік Міжнародної академії культури і мистецтва (2010)
- Академік Міжнародної Академії Меценатства (2010)

## Фільмографія
- Дівоча весна (1960) — Галина Соболєва, солістка хореографічного ансамблю

## Фотоархів
- Особиста сторінка світи Кольцової [Архівовано 2 червня 2021 у Wayback Machine.]

## Примітка
1. ↑  Умерла художественный руководитель ансамбля «Березка» Мира Кольцова. Meduza. 1 серпня 2022. Архів оригіналу за 26 січня 2023. Процитовано 18 лютого 2023. (рос.)
2. ↑  Елена Федоренко. Мира Кольцова: «Берёзка» — патриот, и лично я — тоже". [Архівовано 30 липня 2017 у Wayback Machine.] Газета «Культура» // portal-kultura.ru (12 декабря 2013 года)
3. ↑  Надгробный памятник на Востряковском еврейском кладбище. Архів оригіналу за 2 вересня 2019. Процитовано 30 травня 2021.
4. ↑  Указ Президиума Верховного Совета РСФСР от 5 марта 1971 года "О присвоении почётного звания заслуженной артистки РСФСР солисткам Государственного хореографического ансамбля «Берёзка». Архів оригіналу за 6 березня 2019. Процитовано 30 травня 2021.
5. ↑  Указ Президиума Верховного Совета РСФСР от 14 июля 1978 года «О присвоении почётного звания народной артистки РСФСР Кольцовой М. М.». Архів оригіналу за 6 березня 2019. Процитовано 30 травня 2021.
6. ↑  Указ Президиума Верховного Совета СССР от 18 августа 1989 года № 423 «О присвоении почётного звания „Народный артист СССР“ деятелям советского хореографического искусства». Архів оригіналу за 14 квітня 2021. Процитовано 30 травня 2021.
7. ↑  Указ Президента Украины от 19 апреля 2004 года № 452/2004 «О награждении государственными наградами Украины деятелей культуры и искусства Российской Федерации». Архів оригіналу за 2 червня 2021. Процитовано 30 травня 2021.
8. ↑  ГТРК Алания: Таймураз Мамсуров вручил высокие государственные награды в Москве — г. Владикавказ | Республика Северная Осетия — Алания[недоступне посилання]
9. ↑  Распоряжение Правительства Российской Федерации № 2492-р от 22 декабря 2012 года «О присуждении премий Правительства Российской Федерации 2012 года в области культуры».[недоступне посилання] Официальный сайт Министерства культуры Российской Федерации // mkrf.ru
10. ↑  Указ Президента Российской Федерации от 14 июля 2007 года № 903 «О награждении орденом „За заслуги перед Отечеством“ III степени Кольцовой М. М.». Архів оригіналу за 6 березня 2019. Процитовано 30 травня 2021.
11. ↑  Указ Президента Российской Федерации от 13 октября 1998 года № 1229 «О награждении государственными наградами Российской Федерации». Архів оригіналу за 14 липня 2015. Процитовано 30 травня 2021.
12. ↑  Распоряжение Президента Российской Федерации от 30 апреля 2014 года № 136-рп «О поощрении». Архів оригіналу за 6 березня 2019. Процитовано 30 травня 2021.
13. ↑  Распоряжение Президента Российской Федерации от 21 сентября 2002 года № 438-рп «О поощрении Кольцовой М. М.». Архів оригіналу за 6 березня 2019. Процитовано 30 травня 2021.
14. ↑  Распоряжение Правительства Москвы от 17 ноября 2003 года № 2085-рп «О награждении Почётной грамотой Правительства Москвы». Архів оригіналу за 3 червня 2021. Процитовано 30 травня 2021.